# Orden des Durrani Empire

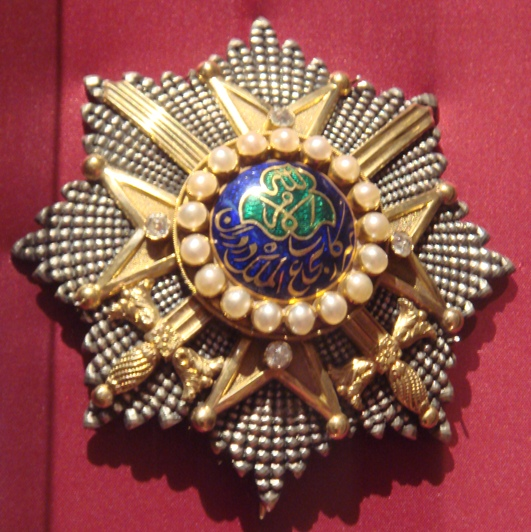
Der Durrani-Orden 1. Klasse wie er Sir Thomas Willshire verliehen wurde

Der Orden des Durrani Empire, kurz und andere Schreibart Durani-Orden, war ein afghanischer Orden. Gestiftet wurde der Orden von Schah Schudscha 1840. Schudscha war von den Engländern als König eingesetzt worden.
Der Orden war nur eine Ehrenauszeichnung. 
Problematisch war der Orden, da er muslimischen Sitten entgegenstand. Besonders das Kreuz der Johanniterritter, als christliches Symbol, und die christliche Ausrichtung des Ordens riefen Widerstand hervor. Die Templerritter und Johanniter wurden immer als Feinde betrachtet.
Johann Keane, Oberbefehlshaber in Kabul über die englischen Truppen, war mit dem Orden 1. Klasse ausgezeichnet gewesen.

## Ordensklassen
Der Orden hatte zwei Klassen: Großkreuz und Komtur.

## Ordensdekoration
Die goldene Ordensdekoration war ein auf zwei gekreuzten Schwertern aufgelegtes Malteserkreuz. Darüber befand sich ein Perlendiadem im roten Feld mit arabischen Initialen, die mohammedanische Sprüche und den Herrschertitel zeigten, soweit es der Platz zuließ.
Die Dekoration war dem Guelphen-Orden nachempfunden.

## Trageweise
Das Zeichen wurde auf der Brust getragen.